# Morgan Englund
Morgan Englund (* 25. August 1964) ist ein US-amerikanischer Schauspieler.
Der Sohn der Schauspieler George Englund und Cloris Leachman begann seine Karriere als Schauspieler bereits mit 10 Jahren. Seine größte Rolle spielte er in der US-Soap Springfield Story, wo er von 1989 bis 1995 den Dylan Lewis darstellte. Für seine Rolle wurde er 1991 für den Soap Opera Digest Award nominiert. Nach seinem Ausstieg folgten immer wieder Gastauftritte in der Serie, wie 1997, 1999, 2006 und zuletzt 2009.
Morgan Englund war verheiratet mit Pamela Rolston. Er ist Vater von zwei Kindern.

## Filmografie (Auswahl)
- 1889–1995, 1999, 2006, 2009: Springfield Story (Fernsehserie)
- 1995: Dämonische Nachbarn (Not like Us)
- 1996: Primal Creatures
- 1999: V.I.P. – Die Bodyguards (VIP, Fernsehserie, 1 Folge)